# Giuseppe Ugolini (peintre)
Pour les articles homonymes, voir Ugolini et Giuseppe Ugolini (homonymie).
Giuseppe Ugolini, né le 3 juin 1826 à Reggio d'Émilie et mort à San Felice Circeo, près de Terracine, le 28 octobre 1897, est un peintre et sculpteur italien du XIXe siècle. Il effectuait exclusivement des portraits.

## Biographie
Né en 1826 à Reggio d'Émilie, Giuseppe Ugolini a été l'élève de Prospero Minghetti. Après avoir été son élève, Ugolini se consacre entièrement aux portraits et exerce son activité dans la cour de souverains, des papes ainsi que chez des seigneurs et nobles de Reggio et Milan. Il exécute notamment pour eux le Portrait de Taikun, la Femme du Taikun au Japon et Victor-Emmanuel II. Il effectue aussi des requêtes de la ville de Reggio, dont en témoignent ses peintures du colonel Rainero Taddei (it) et du capitaine Antonio Ottavi (it) (aujourd'hui au Musée Civique de Reggio d'Émilie). Ses tableaux Le messager inconscient et Le messager de confiance sont exposés à Rome et à Turin respectivement. Il peint aussi quelques portraits de grandes tailles comme le Miracle de Santa Rosa da Viterbo, pour le cardinal Mocenni, la Mort de Sainte Monique, pour l'église Sant'Agostino de Reggio d'Émilie et deux grandes fresques à l'église Santa Maria dei Miracoli presso San Celso de Milan. Il était aussi sculpteur et était plutôt apprécié. Il meurt à San Felice Circeo à l'âge de 71 ans.

## Œuvres

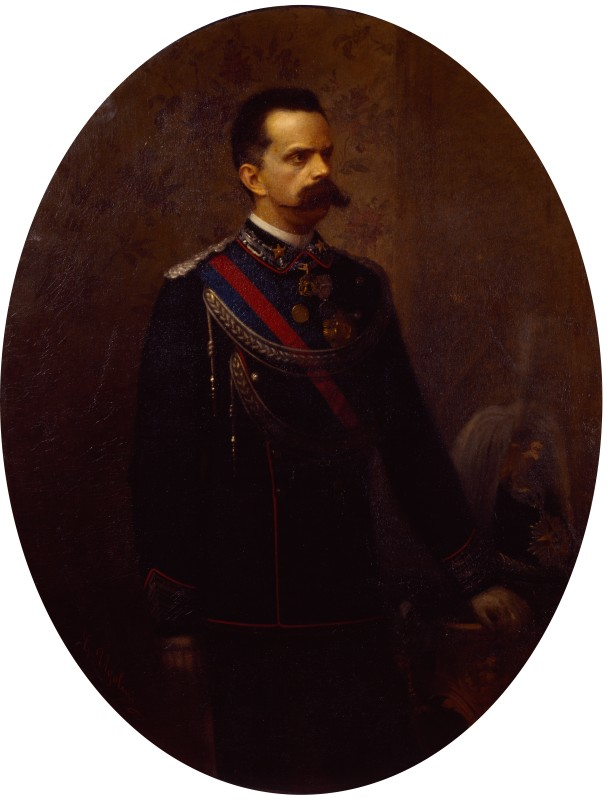
Humbert 1er de Savoie par Ugolini.

Liste non exhaustive de ses œuvres :
- Ritratto di Don Carlos di Borbona, huile sur toile, 66 × 53 cm, XIXe siècle, collection privée[3] ;
- Ritratto di Umberto I di Savoia, huile sur toile, entre 1878 et 1881, Fondation Cariplo (Reggio d'Émilie) ;
- Ritratto di Caterina Foletti Casanova Cavallotti, huile sur toile, après 1885, Fondazione IRCCS Ca' Granda Ospedale Maggiore Policlinico[4].